# 那俄性哲也
那俄性 哲也（ながせ てつや、1960年11月14日 - ）は、高知県競馬組合所属の調教師、元騎手（騎手時代及び厩舎開業時は福山競馬場所属）である。広島県出身。
騎手時代の勝負服の柄は胴白・赤襷・袖青・赤一本輪。父は元騎手・調教師の那俄性一人で、叔父は元騎手・調教師の那俄性裕。

## 経歴

### 騎手時代
1980年3月31日付けで地方競馬騎手免許を取得し、那俄性一人厩舎からデビュー。同年4月26日に初騎乗。翌4月27日第2回福山競馬2日目第9競走サンケイスポーツ賞でベストボーイに騎乗（10頭立て5番人気）し初勝利。
福山競馬のリーディングでは1987年に記録した2位が最高位だったが、上述の初勝利をメインレースで挙げるなど大舞台での勝負強さを見せ、14年間の騎手生活で重賞31勝を挙げた。
騎手時代の代表的なお手馬として「福山史上最高の名馬」と称されるローゼンホーマが挙げられる。1986年には福山所属馬としては2頭目となる楠賞全日本アラブ優駿（園田）制覇を成し遂げ、翌1987年には福山所属馬として唯一の全日本アラブ大賞典（大井）制覇を成し遂げるなど、出走した41戦中40戦に騎乗して34勝を挙げ、引退レースとなった1988年の福山菊花賞で3着に敗れるまで続いた40連対は、日本における当時の最多連続連対記録となった。
この他にも、アサリユウセンプー（1989年楠賞全日本アラブ優駿(園田)）やブラウンバツト（1993年西日本アラブ大賞典(佐賀)）といった馬に騎乗し、福山競馬場のみならず他場で行われた重賞競走を数多く制覇した。
1990年代に入っても活躍を見せていたが、この頃からヘルニアを患うなど腰痛が悪化し、体重制限も思うように出来なくなって来た事から、1993年9月27日に騎手を引退した。引退日には4勝をマークし、ラストレースとなった第9回福山競馬6日目第10競走アラ系一般C2でもミヤジキッカオーに騎乗（8頭立て2番人気）して勝利、有終の美を飾った。
騎手としての地方通算成績は6207戦816勝（重賞31勝）・勝率13.1%。

#### 主な騎乗馬
- マツノジヤガー（1982年福山桜花賞）
- ハクバヒーロー（1983年福山大賞典）
- アカギオーシヨウ（1985年新春賞）
- アシヤムサシ（1985年福山桜花賞）
- ローゼンホーマ（1985年ヤングチャンピオン、1986年キングカップ、スプリングカップ、福山ダービー、楠賞全日本アラブ優駿、金杯、鞆の浦賞、福山菊花賞、アラブ王冠、1987年福山大賞典、金杯、全日本アラブ大賞典、1988年福山大賞典、金杯）
- トライバルキリー（1987年ヤングチャンピオン）
- アサリユウセンプー（1989年キングカップ、福山ダービー、楠賞全日本アラブ優駿、鞆の浦賞、西日本アラブダービー、1991年福山マイラーズカップ、ローゼンホーマ記念）
- マグニマークス（1991年園田・益田・福山交流特別、キングカップ）
- キヨラカエル（1992年銀杯）
- ブラウンバツト（1993年西日本アラブ大賞典）
- イムラッドホマレ（1993年銀杯）

### 調教師時代
騎手引退後は調教師に転身し、1994年4月に厩舎開業。同年4月30日第2回福山競馬2日目第6競走アラ系4歳（旧年齢）一般戦に管理馬を初出走（タニノフラワー、9頭立て6番人気4着）。同年7月25日第7回福山競馬3日目第3競走アラ系一般C2で調教師として初勝利（ハクバショウグン、9頭立て1番人気）。
2005年に年間69勝を挙げ自身初となるリーディングトレーナーを獲得するなど、調教師としても活躍を見せていたが、福山競馬場の廃止に伴い、2013年4月1日付けで高知競馬場へ移籍した。
2018年11月4日、京都競馬第12競走第8回JBCレディスクラシックにディアマルコで中央競馬初出走（16頭立て16番人気15着）。同馬は同年のNARグランプリサラブレッド4歳以上最優秀牝馬に選出され、高知所属馬としては初の快挙となった。
調教師としての地方通算成績は12154戦1267勝（重賞33勝）・2着1335回・3着1326回・勝率10.4%・連対率21.4%（2021年6月28日時点）。

#### 主な管理馬
- ミスターカミサマ（2000年銀杯、全日本アラブグランプリ、2001年福山大賞典、福山桜花賞）
- ホマレスターライツ（2001年ローゼンホーマ記念）
- セブンアトム（2001年福山菊花賞）
- ホワイトキャンプ（2001年ヤングチャンピオン、2003年九州アラブ栄冠）
- ラピッドリーラン（2003年園田・福山交流特別、2004年新春賞、2005年金杯、福山菊花賞、2006年タマツバキ記念、金杯）
- アトムオーエンス（2005年ヤングチャンピオン）
- マルチグランドボス（2007年ヤングチャンピオン）
- クーヨシン（2011年福山2歳優駿、ヤングチャンピオン、2012年若駒賞、福山プリンセスカップ）
- トニフィカーレ（2013年黒潮マイルチャンピオンシップ）
- ジュメーリイ（2015年黒潮皐月賞）
- ディアマルコ（2016年のじぎく賞、高知優駿、兵庫サマークイーン賞、黒潮菊花賞、土佐秋月賞、2017年兵庫サマークイーン賞、2018年佐賀ヴィーナスカップ、兵庫サマークイーン賞、秋桜賞）
- カイロス（2017年福永洋一記念、2018年園田FCスプリント）

## 人物・エピソード
自身のみならず、父や叔父も福山競馬場の騎手・調教師として活躍し、一家揃って競馬界に携わってきた。息子も厩務員を務めており、アンガールズが出演するテレビ番組『元就。』（中国放送）に出演した事がある。

## 主な厩舎所属者
※括弧内は厩舎所属期間と所属中の職分。
- 中川浩行（1997年 - 2001年、騎手）
- 佐原秀泰（2001年 - 2013年3月・同年8月 - 、騎手）
- 山口竜一（2006年 - 2007年・騎手）※期間限定騎乗
- 神原勝志（2010年頃 - 2019年、厩務員）[5]
- 下村瑠衣（2013年 - 2018年、騎手）
- 嬉勝則（2013年 - 2015年、騎手）
- 山崎雅由（2018年 - 2021年、騎手）
- 濱尚美（2019年 - 、騎手）